# Синтез-Каучук
ОАО «Синтез-Каучук» — крупное предприятие нефтехимической промышленности, объединяющее несколько производств по выпуску пропиленоксидных, цис-изопреновых, эпихлоргидриновых и др. марок синтетических каучуков.
ОАО «Синтез-Каучук» — единственное предприятие в России и СНГ, которое выпускает неодимовые полиизопреновые каучуки, общего и специального назначения, которые используются при изготовлении шин, разнообразного ассортимента резинотехнических изделий, а также изделий пищевого, медицинского, бытового применения.

## История
История комбината началась со строительства завода по производству синтетического каучука в Стерлитамаке, вскоре после окончания Великой Отечественной войны. Днём рождения предприятия считается 12 апреля 1960 года, когда был получен первый рулон синтетического каучука и начался выпуск катализаторов дегидрирования К-5, К-12, К-16.
В 1963 году завод был расширен опытно-промышленным производством изопрена и изопренового каучука СКИ-3, которое 3 года спустя было выделено в самостоятельное предприятие — опытно-промышленный нефтехимический завод.
В 1990-х годах предприятие было акционировано, сумев не потерять работоспособность и оставшись одним из лидеров отечественной разработки и производства каучуков (около трети российского производства на 1993 год), выпускающим также продукцию на экспорт.
В 2009 году приступил к промышленному производству нового экологически чистого бутадиен-стирольного каучука (являясь вторым предприятием в России, выпускающим данную продукцию.
На 2008 год доля предприятия на российском рынке синтетических каучуков составляла до 29 %, на внешнем рынке — до 16 %.
С 25 марта 2011 года компания входит в состав Группы компаний «ТАУ» 
С августа 2011 года управление компанией осуществляет ООО Управляющая компания «ТАУ НефтеХим»

## Награды предприятия
ОАО «Синтез-Каучук» является лауреатом ряда региональных и федеральных дипломов и премий за качество продукции, включая
- Конкурс на соискание Премий Президента Республики Башкортостан в области качества — 2 место (2009)[4], 1 место (2010)[5]
- Республиканский конкурс «Лучшие товары Башкортостана», номинация «Продукция производственно-технического назначения» — лауреат (2007—2009, 2011)[6][7][8][9]. В программе 2010 года генеральный директор ОАО И. Ю. Шагимардановой было присуждено 1-е место в конкурсе «Лучший менеджер по качеству»[10].
- Всероссийский конкурс Программы «100 лучших товаров России», номинация «Продукция производственно-технического назначения» — дипломант (2007—2009, 2011)[11][11][12][13]
- «Всероссийская Марка — Знак качества XXI века»[14]
- «Российское Качество», 2012[15]
- В 2015 году министерство промышленной торговли включил «Синтез-Каучук» в перечень организаций, оказывающих существенное влияние на отрасли промышленности и торговли